# شمشیربازی در المپیک تابستانی ۲۰۰۰
شمشیربازی در بازی‌های المپیک تابستانی ۲۰۰۰ نام رویداد ورزش شمشیربازی در بازی‌های المپیک تابستانی بود که در سال ۲۰۰۰ برگزار شد.

## جدول مدال‌ها
| رتبه | کشور            | طلا | نقره | برنز | مجموع |
| ۱    | ایتالیا (ITA)   | ۳   | ۰    | ۲    | ۵     |
| ۲    | روسیه (RUS)     | ۳   | ۰    | ۱    | ۴     |
| ۳    | فرانسه (FRA)    | ۱   | ۴    | ۱    | ۶     |
| ۴    | کره جنوبی (KOR) | ۱   | ۰    | ۱    | ۲     |
| ۵    | مجارستان (HUN)  | ۱   | ۰    | ۰    | ۱     |
| ۵    | رومانی (ROM)    | ۱   | ۰    | ۰    | ۱     |
| ۷    | آلمان (GER)     | ۰   | ۲    | ۳    | ۵     |
| ۸    | سوئیس (SUI)     | ۰   | ۲    | ۰    | ۲     |
| ۹    | چین (CHN)       | ۰   | ۱    | ۱    | ۲     |
| ۱۰   | لهستان (POL)    | ۰   | ۱    | ۰    | ۱     |
| ۱۱   | کوبا (CUB)      | ۰   | ۰    | ۱    | ۱     |

## کشورهای شرکت کننده
در این مسابقات ۲۱۷ ورزشکار (۱۳۴ مرد و ۸۳ زن) از ۴۰ کشور به رقابت با یک دیگر پرداختند.
| - الجزایر (۲) - آرژانتین (۳) - استرالیا (۷) - اتریش (۶) - بلاروس (۴) - برزیل (۱) - کانادا (۴) - شیلی (۱) - چین (۱۳) - کلمبیا (۲) | - کوبا (۱۱) - مصر (۵) - استونی (۴) - فرانسه (۱۶) - آلمان (۱۸) - بریتانیای کبیر (۳) - مجارستان (۱۳) - اسرائیل (۱) - ایتالیا (۱۷) - ژاپن (۴) | - قزاقستان (۵) - کویت (۱) - قرقیزستان (۱) - لتونی (۱) - نروژ (۳) - لهستان (۱۰) - پرتغال (۱) - پورتوریکو (۱) - رومانی (۵) - روسیه (۱۵) | - صربستان و مونته‌نگرو (۱) - کره جنوبی (۷) - اسپانیا (۴) - سوئد (۱) - سوئیس (۵) - تونس (۱) - اوکراین (۱۰) - ایالات متحده آمریکا (۸) - ازبکستان (۱) - ونزوئلا (۱) |